# Asticta pastinum
Asticta pastinum är en fjärilsart som beskrevs av Treitschke 1826. Asticta pastinum ingår i släktet Asticta och familjen nattflyn. Inga underarter finns listade i Catalogue of Life.